# Trichoderma
Trichoderma er det anamorfe stadium af den svampegruppe, hvis teleomorfe (hatsvampe-) stadie kendes som Hypocrea. Det er svampe, som findes i næsten alle slags jord, hvor de lever som nedbrydere af organisk materiale. Trichoderma har oftest grønne eller gulgrønne sporer. Det har vist sig, at tilstedeværelsen af Trichoderma beskytter planter mod parasitiske svampe. 
Den følgende artsliste viser navnene for begge former. Det fremgår, at man kender hatsvampeformen (Hypocrea) af en del arter, hvor det anamorfe stadium (Trichoderma) er ukendt.
| Arter |

- Hypocrea albocornea
- Hypocrea atrogelatinosa
- Hypocrea atroviridis/Trichoderma viride
- Hypocrea aureoviridis/Trichoderma aureoviride
- Hypocrea candida/Trichoderma candidum
- Hypocrea catoptron/Trichoderma catoptron
- Hypocrea centristerilis
- Hypocrea ceracea/Trichoderma ceraceum
- Hypocrea ceramica/Trichoderma ceramicum
- Hypocrea chlorospora/Trichoderma chlorosporum
- Hypocrea chromosperma/Trichoderma chromospermum
- Hypocrea cinnamomea/Trichoderma cinnamomeum
- Hypocrea clusiae
- Hypocrea cornea
- Hypocrea costaricensis
- Hypocrea crassa/Trichoderma crassum
- Hypocrea cremea/Trichoderma cremeum
- Hypocrea cuneispora/Trichoderma cuneisporum
- Hypocrea estonica/Trichoderma estonicum
- Hypocrea gelatinosa/Trichoderma gelatinosum
- Hypocrea gyrosa
- Hypocrea lixii/Trichoderma harzianum
- Hypocrea macrospora
- Hypocrea melanomagna/Trichoderma melanomagnum
- Hypocrea nigrovirens/Trichoderma nigrovirens
- Hypocrea phyllostachydis/Trichoderma phyllostachydis
- Hypocrea rugulosa
- Hypocrea sinuosa/Trichoderma sinuosum
- Hypocrea spinulosa
- Hypocrea straminea/Trichoderma stramineum
- Hypocrea strictipilosa/Trichoderma strictipile
- Hypocrea substipitata
- Hypocrea sulawesensis
- Hypocrea surrotunda/Trichoderma surrotundum
- Hypocrea tawa/Trichoderma tawa
- Hypocrea thailandica/Trichoderma thailandicum
- Hypocrea thelephoricola/Trichoderma thelephoricola
- Hypocrea tuberosa
- Hypocrea velenovskyi
- Hypocrea virens/Trichoderma virens
- Hypocrea virescentiflava